# Jeff Waters
Jeff Waters (Ottawa, 13 febbraio 1966) è un chitarrista canadese.
È il leader del gruppo thrash metal canadese Annihilator, di cui è co-fondatore, compositore e paroliere, chitarrista, produttore e, occasionalmente, anche bassista e cantante.

## Biografia
Iniziò a suonare la chitarra da bambino e cominciò in quegli anni a prendere lezioni di chitarra classica e jazz dai suoi genitori. Ancora ragazzino scoprì gruppi hard rock ed heavy metal come Black Sabbath, Judas Priest, Iron Maiden, Van Halen e Kiss; di conseguenza Jeff iniziò anche lo studio di chitarra elettrica, imitando i suoi idoli Tony Iommi, Eddie van Halen e Angus Young.
Nel 1984 formò gli Annihilator assieme al cantante John Bates. Il nome del gruppo venne dalla prima canzone che i due registrarono, dove Bates cantava e Waters suonava chitarra, basso e anche batteria. Dopo 5 anni di gavetta, il gruppo fece uscire il primo disco, Alice in Hell. Il genere era un thrash metal contraddistinto dal suo stile tecnico.
Waters, chitarrista di formazione, iniziò a ricoprire anche il ruolo di cantante a partire dal 1994, quando la band registrò il quarto album King of the Kill. Negli anni trascorsi fra l'uscita di Criteria for a Black Widow, del 1999, e Feast, del 2013, Waters tornò a ricoprire unicamente il ruolo di chitarrista della band, salvo poi riprendere il microfono a partire dal 2015, con l'uscita di Suicide Society. Nel gennaio 2022 ha affermato di non voler più essere il cantante del gruppo, ritenendo il doppio ruolo di chitarrista e cantante, in sede live, troppo gravoso. Il cantante canadese Stu Block è stato scelto come nuova voce degli Annihilator dal vivo.

## Discografia

### Album in studio
- 1989 - Alice in Hell
- 1990 - Never, Neverland
- 1993 - Set the World on Fire
- 1994 - King of the Kill
- 1996 - Refresh the Demon
- 1997 - Remains
- 1999 - Criteria for a Black Widow
- 2001 - Carnival Diablos
- 2002 - Waking the Fury
- 2004 - All for You
- 2005 - Schizo Deluxe
- 2007 - Metal
- 2010 - Annihilator
- 2013 - Feast
- 2015 - Suicide Society
- 2017 - For the Demented
- 2020 - Ballistic, Sadistic
- 2022 - Metal II